# Acción del 6 de mayo de 1801
La acción del 6 de mayo de 1801 fue un enfrentamiento naval menor entre la fragata jabeque de 32 cañones El Gamo de la Armada Española bajo el mando de Don Francisco de Torres y el mucho más pequeño bergantín de 14 cañones HMS Speedy bajo el mando de Thomas, Lord Cochrane. El Gamo fue capturado a pesar de ser cuatro veces más grande, con una potencia de fuego mucho mayor y una tripulación seis veces más grande que Speedy, que tenía una tripulación reducida de 54 en el momento del enfrentamiento.

## Antecedentes
En marzo de 1800 el comandante Lord Cochrane tomó el mando de Speedy; había estado operando en el Mediterráneo y había combatido muchas acciones desde su base en el Puerto de Mahón en Menorca.
Speedy estaba navegando frente a Barcelona al amanecer del 6 de mayo de 1801 cuando una gran fragata enemiga fue avistada. La fragata, un buque de calibre jabeque llamado El Gamo, comandado por don Francisco de Torres y que transportaba 319 hombres, estaba armada con cañones de 8 y 12 libras, con carronadas de 24 libras. Esto ascendió a un total de 190 libras, más de siete veces el de Speedy. El Gamo tenía «22 largos de 12 libras, 8 de 9 libras y 2 carronadas pesadas». Además, Cochrane tenía solo 54 hombres a bordo del Speedy, habiendo enviado hombres como tripulaciones de premio para los barcos previamente tomados.

## Acción
En lugar de evadir a la fragata española, Cochrane se acercó a ella, y a las 9.30 a. m. El Gamo disparó un arma e izó los colores españoles. A cambio, Cochrane levantó los colores estadounidenses. Los españoles dudaron, permitiendo que Cochrane se acercara, levantara los colores británicos y evadiera el primer broadside. El Gamo disparó a otro, que Cochrane nuevamente evadió, manteniendo el fuego hasta que Speedy corrió a su lado y encerró sus patios en su aparejo. El Gamo intentó disparar contra su oponente más pequeño, pero sus cañones estaban montados demasiado alto y no podían ser presionados lo suficiente, haciendo que su disparo pasara a través de las velas y el aparejo de Speedy. Cochrane luego abrió fuego con sus disparos dobles y triples de 4 libras, sus disparos pasaron por los lados y las cubiertas, el primer lado mató al capitán español y al barquero.
Al ver su desventaja, el segundo al mando español organizó un grupo de abordaje, en el que Cochrane se retiró, golpeó sus filas masivas con disparos y mosquetes, antes de acercarse nuevamente. Después de ver frustrados sus intentos de abordar tres veces, los españoles volvieron a sus armas. Cochrane decidió entonces abordar El Gamo, y reunió a toda su tripulación en dos partes, dejando solo al médico de la nave para comandar y tripular a Speedy. Los británicos luego corrieron El Gamo, abordando desde la proa y la cintura, los internos en la proa tenían la cara ennegrecida para parecer piratas. Los españoles vacilaron en esto, y luego fueron atacados por el grupo que había abordado desde la cintura. Hubo una dura batalla entre las dos tripulaciones, hasta que Cochrane llamó al médico, en ese momento la única persona en Speedy, ordenándole que enviara al resto de los hombres. Al mismo tiempo, ordenó derribar los colores españoles. Pensando que sus oficiales habían rendido el barco, los marineros españoles restantes dejaron de luchar.

## Secuelas
Los británicos habían perdido tres hombres muertos y nueve heridos, mientras que los españoles habían perdido 14 muertos y 41 heridos, con el resto capturado; una lista total de bajas que excede todo el complemento de Speedy. Los británicos aseguraron a los prisioneros españoles debajo de la cubierta y regresaron al Puerto de Mahón, Menorca. Al descubrir que había sido golpeado por un enemigo tan inferior, el segundo al mando español le pidió a Cochrane un certificado que le asegurara que había hecho todo lo posible para defender su barco. Cochrane obligó, con la equívoca redacción de que se había «comportado como un verdadero español». El Gamo fue posteriormente vendido al gobernante de Argel como mercante.

## En la ficción
Esta batalla inspiró a Patrick O'Brian en su novela Master and Commander, donde, como la primera gran batalla dirigida por su personaje principal Jack Aubrey, de una manera muy similar, el bergantín HMS Sophie escapa y luego atrae y captura a la fragata española jabeque Cacafuego.